# Le Martinet
Le Martinet é uma comuna francesa na região administrativa de Occitânia, no departamento de Gard. Estende-se por uma área de 10,35 km². Em 2010 a comuna tinha 750 habitantes (densidade: 72,5 hab./km²).